# 庫爾特·哈瑟
庫爾特·哈瑟（德語：Curt Haase，1881年12月15日—1943年2月9日）是二战期间德国国防军的大将。在入侵波兰和法国期间，他指挥第3军。1941年1月至1942年11月，他在德占法国指挥第15集团军。1942年，他被指派防守法国的海峡沿岸。1943年，他因心脏病去世，终年61岁。
| 军职      | 军职                                      | 军职                            |
| --------- | ----------------------------------------- | ------------------------------- |
| 前任： 無 | 第3步兵师师长 1934年4月4日-1936年7月3日   | 繼任： 沃尔特·佩策尔少校        |
| 前任： 無 | 第3軍军长 1939年9月1日-1940年11月13日     | 繼任： 库尔特·冯·格雷夫步兵上将 |
| 前任： 無 | 第15軍團司令 1941年1月15日-1942年11月30日 | 繼任： 海因里希·馮·菲廷霍夫大将 |